# 近藤崚太
近藤 崚太（こんどうりょうた、1996年〈平成8年〉8月12日 - ）は、日本のプロバスケットボール選手。静岡県出身。ポジションはシューティングガード。B3リーグ・さいたまブロンコスに所属している。

## 来歴
浜松商業高校から常葉大学を経て、2019年2月三遠ネオフェニックスに特別指定選手として登録されるが、翌3月に退団。1試合に出場したのみだった。
2019-2020シーズンは新規発足しB3に参入したベルテックス静岡に加入。プロ生活をスタートさせるがシーズン終了時に契約満了。2020-21シーズンは無所属状態となった。
2021-22シーズンより設立初年度のB3リーグ・長崎ヴェルカに加入、シーズン中1試合3Pを10本決めるなど活躍し、チームのB3優勝・B2昇格に貢献した。
2022-23シーズンは度重なるケガに苦しめられ出場機会が激減し、21試合の出場にとどまった。
2023-24シーズンはB3リーグのアースフレンズ東京Zへ加入。
2024-25シーズンは香川ファイブアローズへ加入。
2025-26シーズンはさいたまブロンコスへ加入。

## 人物
- 大学生のころは「試合の前に日の夜はカレーを食べる」「試合当日アリーナに入るときは右足かかとから入る」とゲンを担いでいた[9]。
- ベルテックス静岡のマスコットのベルティ曰く、「会場で一番遊んでくれる人」だった[10]。
- 無所属だった2020-21シーズンは、トレーニングしながらエージェントからの連絡を待っていたが全く決まらず、「21-22シーズンの開幕までに契約が決まらなければバスケットは一切やめる」と覚悟していた[11]。
- 愛称は「コン太」[12]。

## 受賞歴
- 第53回東海学生バスケットボール大会 新人賞
- 第89回東海学生バスケットボールリーグ戦 優秀選手賞

## 個人成績
| シーズン   | チーム | GP | GS | MPG   | FG%  | 3P%  | FT%  | RPG | APG | SPG  | BPG  | TO   | PPG |
| ---------- | ------ | -- | -- | ----- | ---- | ---- | ---- | --- | --- | ---- | ---- | ---- | --- |
| B1 2018-19 | 三遠   | 1  | 0  | 1:02  | 0    | 0    | 0    | 0   | 0   | 0    | 0    | 0    | 0   |
| B3 2019-20 | 静岡   | 37 | 31 | 21:21 | .370 | .346 | .619 | 1.6 | 0.6 | 0.65 | 0.16 | 0.65 | 7.8 |
| 2020-21    | 無所属 | -  | -  | -     | -    | -    | -    | -   | -   | -    | -    | -    | -   |
| B3 2021-22 | 長崎   | 42 | 17 | 18.4  | .364 | .333 | .810 | 1.8 | 1.0 | 1.1  | 0.2  | 0.6  | 7.5 |
| B2 2022-23 | 長崎   | 21 | 1  | 05:20 | .326 | .257 | .000 | 0.5 | 0.2 | 0.1  | 0    | 0.1  | 1.8 |
| B3 2023-24 | 東京Z  | 38 | 35 | 27.7  | .485 | .383 | .811 | 1.8 | 1.2 | 0.8  | 0.1  | 0.9  | 8.9 |
| B3 2024-25 | 香川   | 51 | 47 | 18.7  | .500 | .321 | .878 | 1.4 | 1.1 | 0.7  | 0.0  | 0.5  | 6.1 |